# Substance (canção)
"Substance" é uma canção da cantora estadunidense Demi Lovato. Foi lançada em 15 de julho de 2022, pela Island Records. É o segundo single de seu oitavo álbum de estúdio, Holy Fvck.

## Antecedentes
Demi Lovato lançou o teaser inicial de "Substance" em 29 de junho de 2022. O teaser, postado na forma de um vídeo no Instagram, apresenta Lovato cantando sobre a faixa. O teaser foi postado duas semanas após o lançamento de sua música anterior, "Skin of My Teeth", o primeiro single de Holy Fvck. A capa da música foi descrita como "abstrata". Ele mostra Lovato "sentada na base de uma abertura circular, enquanto o lodo preto se espalha".

## Composição
"Substance" foi descrita como uma música "ruidosa" e "hino pop-punk". O gênero "rock" também foi usado como descritor para "Substance". No single, Lovato canta alto sobre guitarras e baterias inspiradas nos primeiros anos da música punk. As letras presentes na música evocam os problemas anteriores de Lovato relacionados a drogas, bem como problemas de saúde mental.

## Vídeo musical
No videoclipe dirigido por Cody Critcheloe para "Substance", Demi Lovato "causou estragos" em diferentes peças, como um prêmio de certificação de ouro e uma parede, que vandalizam pintando com spray o título de seu álbum, Holy Fvck, nela. No final do vídeo, Paris Hilton faz uma aparição e detona uma banana de dinamite, enquanto ela e Lovato estão sentados em uma motocicleta juntas. A imitadora de Lovato, Demetria Cherry, também aparece no vídeo.

## Performances ao vivo
"Substance" foi apresentada em 14 de julho de 2022, um dia antes do lançamento da música, no Jimmy Kimmel Live!.

## Créditos
- Demi Lovato – intérprete, compositora
- Keith Sorrells – produtor, compositor
- Alex Nice – produtor, compositor
- Oak – produtor
- Jutes – compositor
- Laura Veltz – compositora
- Warren "Oak" Felder – compositor